# Hermanas Serrano
Las Hermanas Serrano fueron un dúo musical de música ligera compuesto por las hermanas Josefina y Amparo Serrano Casamayor, entre los años 1958 y 1967, fueron precursoras de la Nova Cançó, cantaron en lengua castellana y catalana.

## Trayectoria artística
Junto con José Guardiola fueron precursoras de la Nova Cançó y pioneras de la música ligera en lengua catalana con temas modernos, llamados bailables, aprovechaban las versiones en castellano de las canciones para adaptarlos en catalán. Grabaron discos en castellano y en catalán, los primeros fueron grabados en 1958 en su disco Hermanas Serrano cantan en catalán los éxitos internacionales, EP con temas como "Mandolino de Texas", "Tschi bam", "Cançó amb sordina" y "Besa'm tres vegades". Las Hermanas Serrano, nietas de emigrantes gallegos afincados en Barcelona desde principios de siglo XX, su madre fue cantante de zarzuela y ellas eran conocidas en catalán como las Germanes Serrano, fueron colaboradoras de Radio Nacional de España en Barcelona durante los años 50, eran tiempos de programas en directo, festivales de canción y  los concursos radiofónicos, seguían el estilo de las americanas The Andrews Sisters. 
Competían con otras parejas de hermanas de sangre en el mundo de la música ligera, como las Hermanas Navarro y las Hermanas Fleta (Elia y Paloma). Su EP fue todo un éxito, pero su gran hit fue el El día de los enamorados de Augusto Algueró que incluía la banda sonora de la película homónima. Tanto los Eps de las Serrano como los de José Guardiola rompieron con la anodina producción discográfica en catalán que hasta ese momento se basaba en corales, orfeones, coblas y algún grupo folclórico, con excepción de las voces históricas de Manuel Ausensi, Gaietà Renom y Emili Vendrell. 
En 1959 graban un disco EP de villancicos inspirado en el que unió a The Andrews Sisters con Bing Crosby, ellas lo graban con José Guardiola. En ese mismo año aparece el EP con su participación en el I Festival de la Canción Mediterránea. En 1959 y 1960 participan en el 1er y 2º Festival de la Canción de Benidorm. En 1963 graban un segundo EP de características similares con canciones como "Recordem sempre", "Ting Tung" (de Sacha Distel) o "Sense tu" (de Adriano Celentano). En 1964 participaron en el I Festival Internacional de la Canción de Mallorca.
Formaron parte de Los Volare, así como de Seison Show (1964-1965) que en los años 60 formaron Hermanas Serrano junto a la italiana Nella Colombo y el Trío Cubedo y que grabaron tres discos para Belter. Amparo Serrano falleció a mediados de los años 90 y Josefina Serrano en 2022.